# Sadie Benning
Sadie Benning (Milwaukee, 11 de abril de 1973) es una persona estadounidense profesional del arte visual que trabaja en vídeo, pintura, dibujo, escultura, fotografía y sonido. Benning aborda una variedad de temas que exploran el género, la ambigüedad, la transgresión, el juego, la intimidad y la identidad y es una persona de género no binario que utiliza el pronombre they singular.. 

## Trayectoria
A Benning le crio su madre en el centro de la ciudad de Milwaukee en Wisconsin. Fue una madre soltera que trabajaba en el servicio de mantenimiento de un hotel como pintora. Fue una influencia creativa ya que creó esculturas en tamaño real de varios artículos. Benning dejó la escuela a los dieciséis años; sobre todo, por la homofobia que sufrió en ella. Comenzó a filmar con la cámara de video que le regaló su padre, el cineasta experimental James Benning, que era profesor de cine.
Benning comenzó a crear obras visuales a los quince años. Usó una cámara Fisher-Price PXL-2000, también conocida como PixelVision, regalo de Navidad de su padre. En sus comienzos, Benning mostró rechazo hacia la cámara  porque grababa imágenes de vídeo en blanco y negro y pixeladas en casetes de audio estándar. Benning dijo: "Pensé: 'Esto es un pedazo de mierda. Es blanco y negro. Es para niños. Me dijo que me iba a llevar una sorpresa'. Esperaba una videocámara". El primer vídeo de Benning fue en un festival de cine cuando aún era adolescente.
La mayoría de los cortometrajes de Benning combinaron performance, narrativa experimental, escritura a mano y cortes de música para explorar, entre otros temas, el género y la sexualidad. El trabajo de Benning ha sido incluido en la Bienal del Whitney Museum en tres ocasiones, siendo la persona artista más joven en la polémica Bienal de 1993.
 

Los primeros videos de Benning (A New Year, Living Inside, Me and Rubyfruit], Jollies, and If Every Girl Had a Diary) utilizaron su entorno aislado y el efecto que esto le causó como foco principal. En su primer trabajo, A New Year, evitó estar frente a la cámara, utilizando su entorno, principalmente los límites de su habitación y la ventana de su habitación, para retratar sus sentimientos de angustia, confusión y alienación: 
"No hablo, no estoy físicamente en él, todo es texto escrito a mano, música; quería sustituir objetos, cosas que estaban a mi alrededor, para ilustrar los eventos. Usé objetos en la proximidad más cercana: la televisión, los juguetes, mi perro, lo que sea".
Los temas de identidad sexual y los desafíos de crecer se repiten en todo el trabajo de Benning, que se identificó como lesbiana en 2014. Utiliza la cultura pop, como la música, la televisión o los periódicos, para amplificar su mensaje y, al mismo tiempo, parodiar la misma cultura pop. También se inspira en imágenes en televisión o en películas, observando: "Son totalmente falsos y están diseñados para entretener y oprimir al mismo tiempo; no tienen significado para las mujeres, y no solo para las mujeres homosexuales. Comencé en parte porque necesitaba imágenes diferentes y nunca quise esperar a que alguien lo hiciera por mí".  El uso de una variedad de medios en su trabajo es práctico y proporciona una visión al espectador de cómo Benning interactúa principalmente con el mundo.
A medida que su trabajo ha ido progresando, Benning ha usado cada vez más su voz e imágenes de su propio cuerpo. En trabajos como If Every Girl had a Diary, Benning usa las limitaciones de PixelVision para obtener primeros planos extremos de su propia cara, ojos, dedos y otras extremidades, de modo que el foco esté en las secciones de su rostro a medida que narra su vida y pensamiento. En 1998, Mia Carter observó: "Los audaces videos autoeróticos y autobiográficos de Benning, su capacidad para hacer que la cámara parezca una parte más de sí y la extensión de su cuerpo, invitan a la audiencia a conocerla".
En 1998, Benning ayudó a cofundar Le Tigre, una banda feminista post-punk cuyos miembros incluyen a la ex cantante/guitarrista de Bikini Kill Kathleen Hanna y la creadora de zines Johanna Fateman. Dejó la banda en 2000 y JD Samson se unió a Le Tigre después de la partida de Benning.

## Reconocimientos
En 1991, el primer artículo sobre el trabajo de Benning, escrito por Ellen Spiro, apareció en la revista nacional gay The Advocate. En 2004, Bill Horrigan comisarió una retrospectiva de las obras de Benning en video. En 2009, Chloe Hope Johnson contribuyó con un capítulo del libro There She Goes: Feminist Filmmaking and Beyond (Enfoques contemporáneos de películas y series de medios) titulado Becoming-Grrrl The Voice and Videos of Sadie Benning.
Benning ha recibido subvenciones y becas de la Fundación Solomon R. Guggenheim, la Fundación Andrea Frank, National Endowment of the Arts y la Fundación Rockefeller.
Los premios incluyen el Wexner Center Residency Award en Media Arts, el National Alliance for Media Arts & Culture Merit Award, el Grande video Kunst Award y Los Angeles Film Critics Circle Award. Recibió su MFA de Bard College. Sus videos son distribuidos por Video Data Bank.